# Pandémie de Covid-19 en Bosnie-Herzégovine
La pandémie de Covid-19 en Bosnie-Herzégovine débute officiellement le 5 mars 2020 lorsque le premier cas est confirmé.
Au 5 novembre 2022, le pays compte 400 043 cas confirmés et 16 180 décès,.

## Chronologie
Le 11 mars, les autorités locales annoncent[réf. nécessaire] :
- La mise en quarantaine de 14 jours pour toute personne venant de France, d'Allemagne ou d'Espagne ;
- L'interdiction d'entrée pour les voyageurs en provenance de Chine, d'Italie, de Corée du Sud ou d'Iran ;
- Des mesures de détection des symptômes à l'arrivée sur le territoire ;
- L'obligation pour toute personne ayant séjourné dans des pays affectés par le SARS-CoV-2 (dont la France) et qui n'ont pas subi des contrôles sanitaires aux postes frontaliers et ni reçu de décision de surveillance de la santé ou d'auto-isolement, de prendre l'attache de l'Institut de santé publique (numéros ci-dessous). Le non-respect de cette mesure est passible de poursuites pénales ;
- L'annulation des rassemblements publics de plus de 250 personnes ;
- La fermeture temporaire des écoles et universités ;
- L'interdiction des visites dans les hôpitaux et maisons de retraite.

## Statistiques

Nombre de cas déclarés (bleu) et décès (rouge) en échelle logarithmique. Les différences quotidiennes sont indiquées en pointillés.